# Гленмор (Луизијана)
Гленмор (енгл. Glenmora) град је у америчкој савезној држави Луизијана.

## Демографија
По попису из 2010. године број становника је 1.342, што је 216 (-13,9%) становника мање него 2000. године.
| Група             | 2000.       | 2010.       |
| Белци             | 992 (63,7%) | 834 (62,1%) |
| Афроамериканци    | 481 (30,9%) | 424 (31,6%) |
| Азијати           | 12 (0,8%)   | 3 (0,2%)    |
| Хиспаноамериканци | 38 (2,4%)   | 54 (4,0%)   |
| Укупно            | 1.558       | 1.342       |